# Christian Pedersen (strzelec)
Peter Christian Pedersen-Høj (ur. 18 sierpnia 1874 w Balling, zm. 27 grudnia 1957 w Aarhus) – duński strzelec, olimpijczyk.
Wystąpił w dwóch konkurencjach na Letnich Igrzyskach Olimpijskich 1908. Zajął 18. pozycję w karabinie dowolnym w trzech postawach z 300 m, zaś w zawodach drużynowych uplasował się na 4. miejscu.

## Wyniki

### Igrzyska olimpijskie
| Igrzyska    | Konkurencja                                     | Wynik                                         | Miejsce | Źródło |
| ----------- | ----------------------------------------------- | --------------------------------------------- | ------- | ------ |
| Londyn 1908 | Karabin dowolny, trzy postawy, 300 m            | 780 pkt. (311–278–191)                        | 18      | [ 1 ]  |
| Londyn 1908 | Karabin dowolny, trzy postawy, 300 m, drużynowo | 4543 pkt. (druż.) 748 pkt. ind. (297–224–227) | 4       | [ 2 ]  |